# Leichtathletik-Europameisterschaften 1971/Teilnehmer (Portugal)
Portugal nahm bei den 10. Leichtathletik-Europameisterschaften in Helsinki zum achten Mal an der Veranstaltung teil. Zu den Wettbewerben entsandte das Land fünf Athleten.
| Wettbewerb   | Männer                                               |
| ------------ | ---------------------------------------------------- |
| 800 m        | Fernando Mamede (ausgeschieden als 5. des Vorlaufs)  |
| 1500 m       | Fernando Mamede (ausgeschieden als 11. des Vorlaufs) |
| 10.000 m     | Carlos Lopes (33. Platz)                             |
| 10.000 m     | Carlos Lopes (ausgeschieden als 9. des Vorlaufs)     |
| 400 m Hürden | Alberto Matos (ausgeschieden als 8. des Vorlaufs)    |
| Marathon     | Armando Aldegalega (15. Platz)                       |
| Hammerwurf   | Carlos Sustelo (ohne Ergebnis)                       |